# 桑蒂 (內布拉斯加州)
桑蒂（英語：Santee）是位於美國內布拉斯加州諾克斯縣的村。

## 人口
根據2020年美國人口普查的數據，桑蒂的面積為1.46平方千米，皆為陸地。當地共有人口424人，而人口密度為每平方千米290人。